# Aldabra
Aldabra-atollen er en gruppe koraløer i republikken Seychellerne i det Indiske Ocean.
Atollen, som nærmest er uberørt af mennesker, er verdens næststørste (efter Kiritimati) og har sin egen unikke fauna, blandt andet med sin egen kæmpeskildpadde: Aldabra-kæmpeskildpadde (Geochelone gigantea). Aldabra består af fire større øer som danner atollen, og ca 40 øer inde i atollen.
Atollen er 34 km lang, 14,5 km bred, med højder op til 8 moh. og har et landareal på 155.4 km². Lagunens areal er 224 km², hvorav to tredjedele er tørt ved lavvande.
De første europæere som kom til Aldabra var portugisere i 1511. På det tidspunkt var atollen allerede kendt af araberne, som har givet den navn. Øerne blev brugt som base for pirater, blev fransk besiddelse fra 1756. I dag er øerne ubeboede, og den tidligere by Picard på sydvestspidsen huser nu kun forskere og opsynsmænd.